# Hội Nuôi ong Việt Nam
Hội Nuôi ong Việt Nam là tổ chức xã hội - nghề nghiệp của những người làm việc trong lĩnh vực nuôi ong, tại hoặc liên quan đến Việt Nam . Hội được thành lập từ năm 1981, có tên giao dịch tiếng Anh là Vietnam Beekeepers Association, viết tắt VBA .
Trụ sở Hội đặt tại địa chỉ số 102/19 ngõ 167 Phương Mai, phường Phương Mai , quận Đống Đa, thành phố Hà Nội .
Điều lệ Hội Nuôi ong được Bộ Nội vụ phê duyệt tại Quyết định Số 276/QĐ-BNV, ngày 16 tháng 4 năm 2015 .
Hội Nuôi Ong Việt Nam là thành viên của:
- Liên hiệp các Hội Khoa học và Kỹ thuật Việt Nam (VUSTA)
- Hội Nuôi ong Châu Á: AAA - Asian Apiculture Association;
- Hội Nuôi ong Quốc tế: APIMONDIA- International Federation of Beekeepers' Associations